# Microsoft Endpoint Configuration Manager
Microsoft Endpoint Configuration Manager (MECM) is een softwareproduct van Microsoft voor het beheer van computersystemen. De software stond voorheen bekend als System Center Configuration Manager (SCCM) en Systems Management Server (SMS).

## Beschrijving
Met Endpoint Configuration Manager kan een beheerder grote aantallen computers beheren met daarop Windows NT, Windows Embedded, macOS, Linux en Unix. Daarnaast biedt het pakket ook ondersteuning voor Windows Phone, Symbian, iOS en Android.
Met de configuratiebeheerder heeft men toegang tot remote desktop en kan men updates uitrollen, software-implementatie, herinstallatie van een besturingssysteem, en er zijn functies voor netwerkbeveiliging en softwareinventarisatie.
Het softwareproduct startte in 1994 als Systems Management Server. Om verwarring met andere systemen te vermijden werd het in 2007 hernoemd naar System Center Configuration Manager en ten slotte in 2019 naar Endpoint Configuration Manager.

## Versiegeschiedenis
- Systems Management Server 1.0 (1994)
- Systems Management Server 2.0 (1999)
- Systems Management Server 2003 (2003)
- System Center Configuration Manager 2007 (2007)
- System Center Configuration Manager 2012 (2012)
- System Center Configuration Manager 1511 (2015)
- System Center Configuration Manager 1602 (2016)
- System Center Configuration Manager 1702 (2017)
- System Center Configuration Manager 1802 (2018)
- System Center Configuration Manager 1902 (juli 2019)
- Endpoint Configuration Manager 1910 (december 2019)
- Endpoint Configuration Manager 2002 (2020)
- Endpoint Configuration Manager 2103 (mei 2021)
- Endpoint Configuration Manager 2107 (augustus 2021)